# Gausel

Gausel est un quartier de Stavanger (Norvège) situé dans l'arrondissement de Hinna. Il se trouve entre les quartiers Jåtten, Godeset, Forus, et le Gandsfjord.

## Histoire

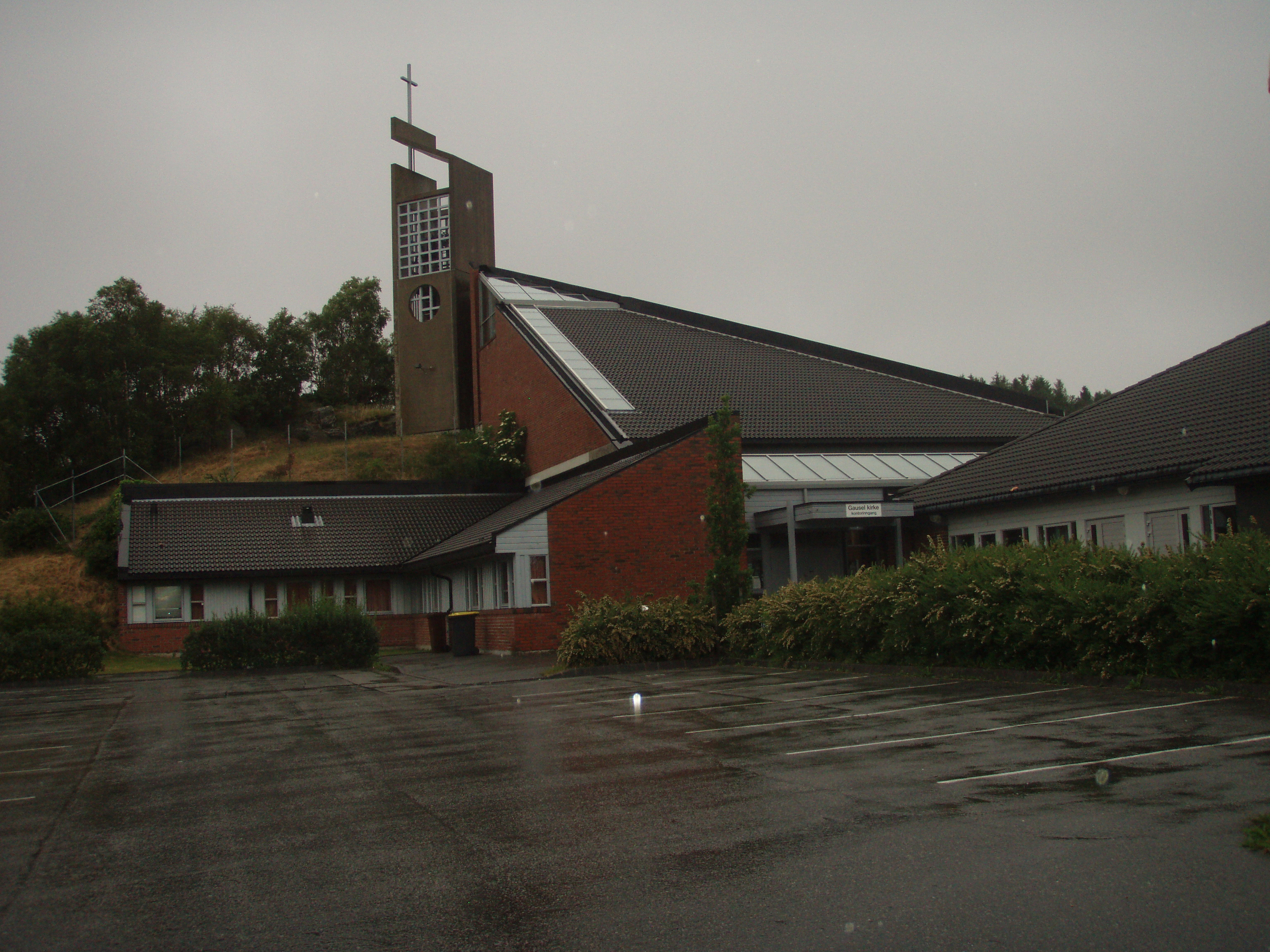
L'église de Gausel

Jusque dans les années 1980, Gausel était fait de terres agricoles. Depuis les années 1990, une décision a eu lieu et des nouvelles installations de service ont été construites. l'Église de Gausel a été construite en 1996. La société de gestion de trésorerie NOKAS a été transférée à Gausel, après un incident de vol au centre-ville en 2004.
La ligne de Jær, qui fait partie de la ligne du Sørland, passe par Gausel. L'ancienne gare de Gausel était opérationnelle de 1902 jusqu'au milieu des années 1960. Une nouvelle station a été construite ; elle a ouvert en décembre 2009. C'est une des quatre gares qui font partie de la nouvelle ligne entre Stavanger et Sandnes, qui a ouvert en novembre 2009.

## Réserve naturelle
La réserve naturelle Gauselskogen est un vieux bois situé à Gausel. Il couvre un domaine de 55 000 m2 et a été établi comme une réserve naturelle conforme à la loi en 1984. C'est une forêt d'arbres à feuilles larges, principalement des chênes, mais aussi des ormes, des érables, le hêtre et des noisetiers, un mélange de grands arbres et de sous-bois provoquant une vie d'oiseau riche.

## Site archéologique
Sur le côté ouest du bois Gauselskogen se trouve un site archéologique, avec la tombe d'une femme riche datant de l'ère Vinking. Elle a été découverte en 1883 et est considérée parmi les tombes de personnes les plus riches de l'ère Viking.
ref>. Plusieurs objets trouvés en 1883 ont montré l'héritage irlandais (des Vikings ont gouverné une partie de l'Irlande pendant diverse périodes historiques). Environ quarante objets ont été enregistrés, y compris en argent et en bronze, des bracelets et une bague en argent, des perles, des couteaux, un peu et de mobilier, des équipements de cuisines et des reliques. Les objets font partie des collections au Musée Bergen.
De nouveaux examens de l'emplacement ont été faits en 1997. Ces bâtiments et des tombes de bateau voisines datent de l'âge du fer.